# Contea di Ward (Dakota del Nord)
La contea di Ward in inglese Ward County è una contea dello Stato del Dakota del Nord, negli Stati Uniti. La popolazione al censimento del 2000 era di 58 795 abitanti. Il capoluogo di contea è Minot che è subentrata a Burlington che lo era stato negli anni dal 1885 al 1888.